# Маскарас (Жер)
Маскара́с (фр. Mascaras) — коммуна во Франции, находится в регионе Юг — Пиренеи. Департамент — Жер. Входит в состав кантона Монтескью. Округ коммуны — Миранд.
Код INSEE коммуны — 32240.

## География
Коммуна расположена приблизительно в 620 км к югу от Парижа, в 100 км западнее Тулузы, в 31 км к западу от Оша.

## Климат
Климат умеренно-океанический. Лето жаркое и немного дождливое, температура часто превышает 35 °С. Зимой часто бывает отрицательная температура и ночные заморозки. Годовое количество осадков — 700—900 мм.

## Население
Население коммуны на 2010 год составляло 61 человек.
| 1962 | 1968 | 1975 | 1982 | 1990 | 1999 | 2010 |
| ---- | ---- | ---- | ---- | ---- | ---- | ---- |
| 55   | 57   | 64   | 72   | 61   | 52   | 61   |

## Администрация
| Период | Период | Фамилия   | Партия | Примечания |
| ------ | ------ | --------- | ------ | ---------- |
| 2001   | 2008   | Луи Самбр |        |            |
| 2008   | 2020   | Жак Ге    |        |            |

## Экономика
В 2010 году среди 30 человек трудоспособного возраста (15-64 лет) 21 были экономически активными, 9 — неактивными (показатель активности — 70,0 %, в 1999 году было 78,1 %). Из 21 активных жителей работали 20 человек (10 мужчин и 10 женщин), безработной была 1 женщина. Среди 9 неактивных 0 человек были учениками или студентами, 8 — пенсионерами, 1 был неактивным по другим причинам.

## Достопримечательности
- Церковь Св. Петра в неоготическом стиле (XIX век)

## Фотогалерея

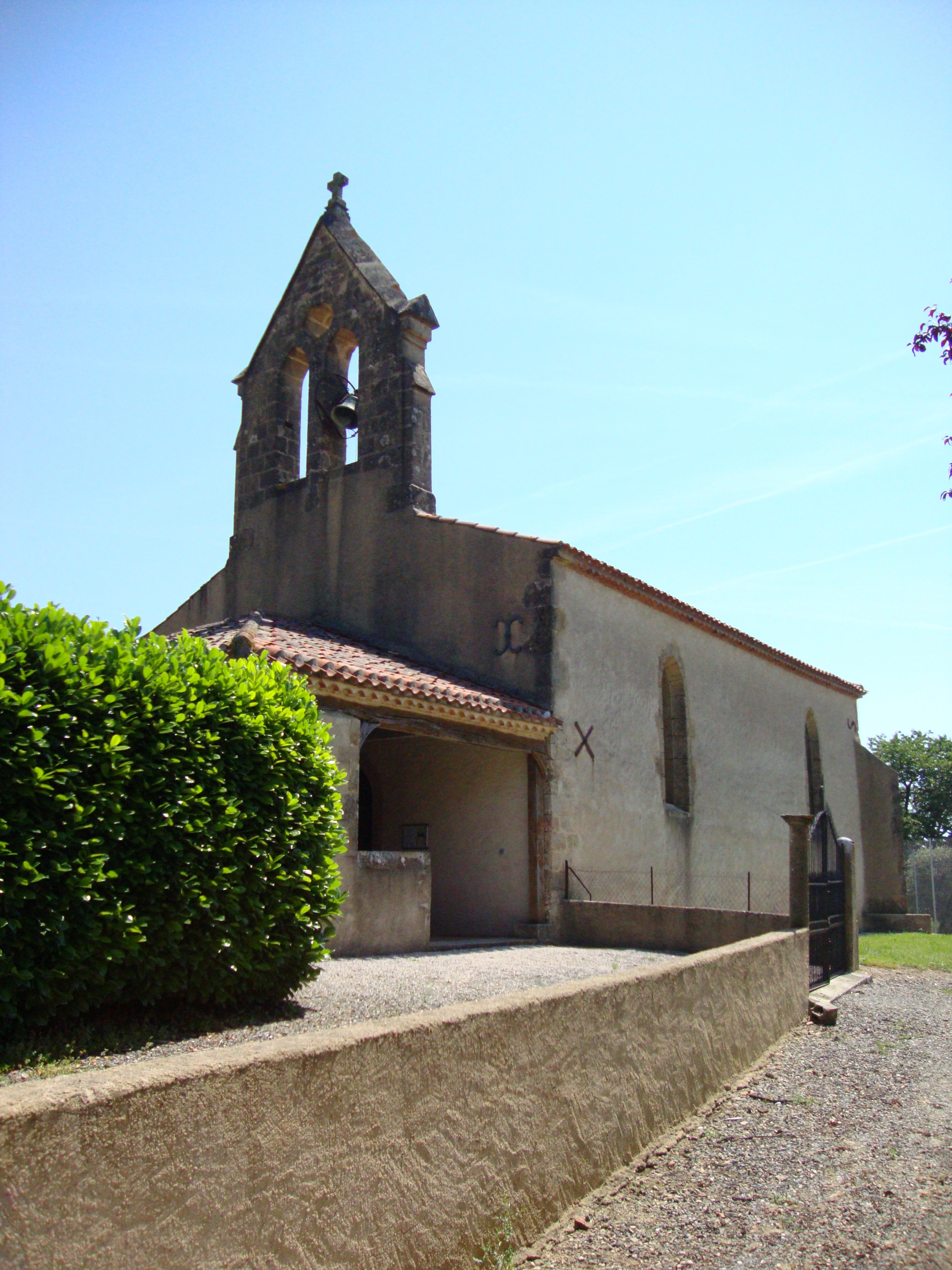
Церковь Св. Петра
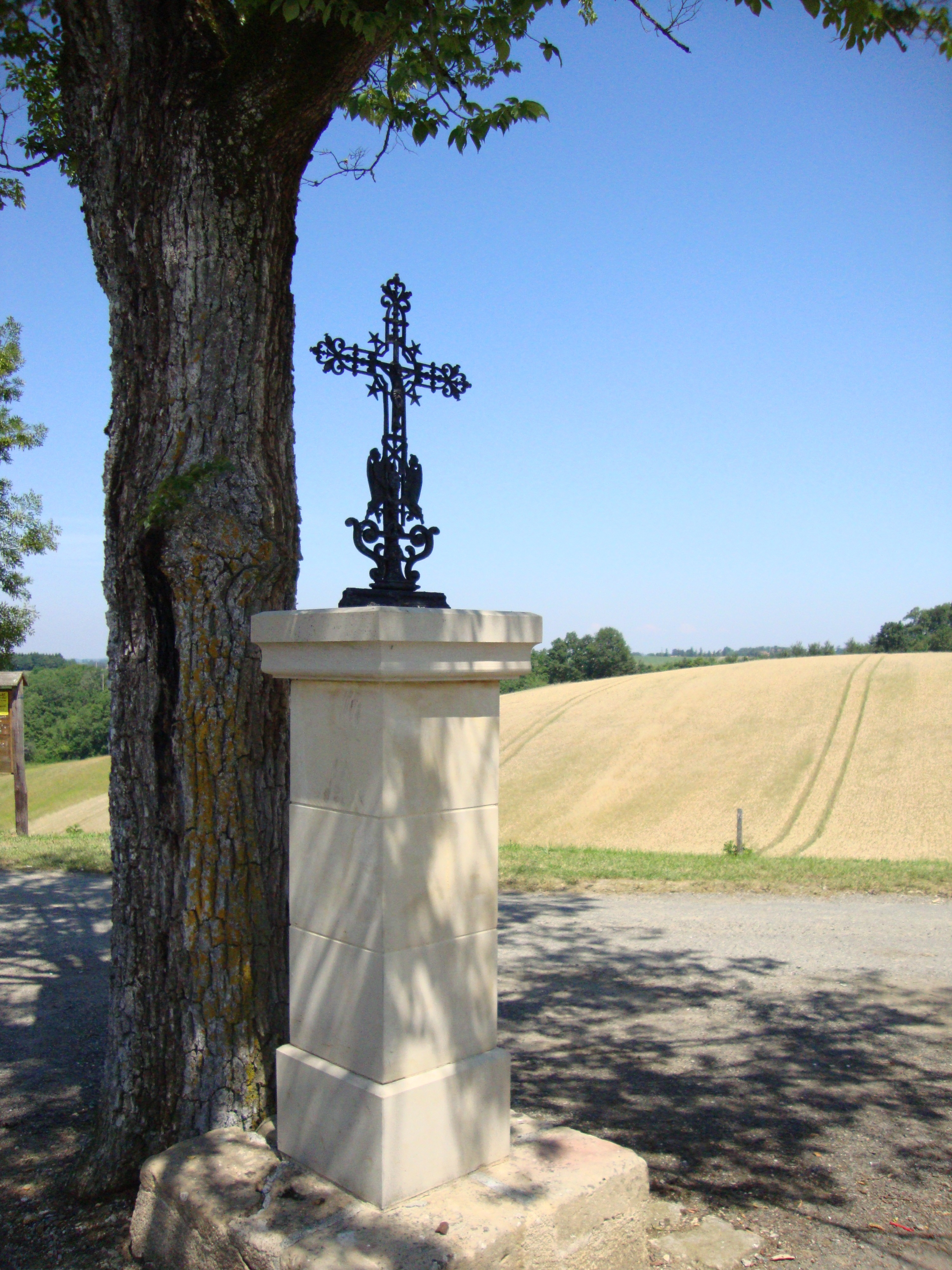
Придорожный крест
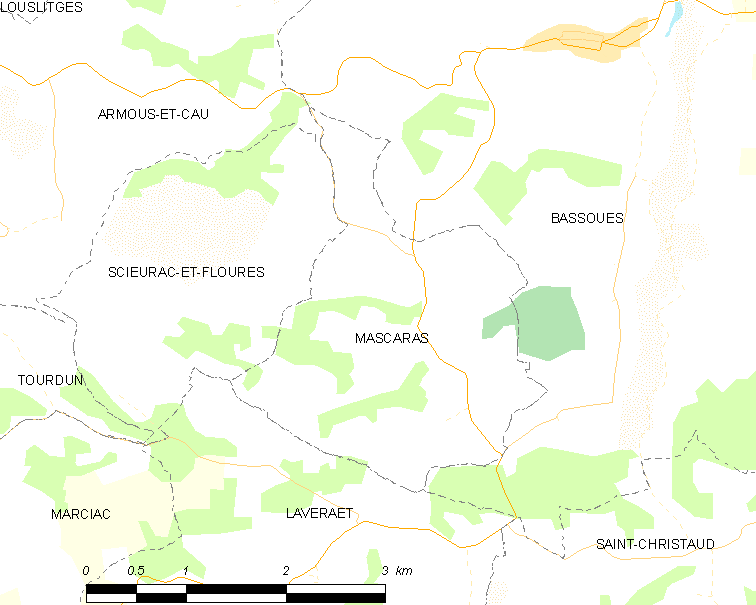
Карта коммуны